# Trận Le Bourget lần thứ hai
Trận Le Bourget lần thứ hai là một trận đánh trong cuộc Chiến tranh Pháp-Phổ, diễn ra vào ngày 21 tháng 12 năm 1870 trong cuộc vây hãm Paris do quân đội Đức tiến hành. Trong trận giao tranh quyết liệt này, lực lượng Vệ binh Phổ đã đập tan một cuộc phá vây của quân đội Pháp, đồng thời cũng bắt giữ bắt giữ 3 sĩ quan và 356 binh lính Pháp.
Cuộc phá vây từ Paris này được các tướng Pháp là Jules Trochu và Auguste-Alexandre Ducrot thực hiện (với mong muốn của Ducrot về việc hợp nhất với binh đoàn phía Bắc của Pháp do tướng Louis Faidherbe chỉ huy), theo đó quân Pháp sẽ tiến về hướng đông nam tới làng Le Bourget – địa điểm của cuộc phá vây thất bại của quân Pháp trong trận Le Bourget lần thứ nhất – nơi được một tiểu đoàn Vệ binh và 2 đại đội xạ thủ bắn tỉa của Vệ binh Phổ án ngữ. Giữa thời tiết mùa đông khắc nghiệt, quân đội Pháp tiến đánh trên một khoảng đất rộng mở và tạm thời chiếm giữ ngôi làng. Tuy nhiên, quân đội Đức về bên trái của ngôi làng đã chống trả mạnh mẽ. Hỏa lực của quân đội Đức ngay từ đầu đã gây khó khăn cho địch thủ, và hỏa lực của họ kết hợp với việc chết cóng đem lại thiệt hại nặng nề cho quân Pháp trong trận chiến này. Cuối cùng, quân Đức với sự hỗ trợ của quân tiếp viện của mình đã đánh đuổi được quân Pháp ra khỏi ngôi làng vào buổi chiều. Với chiến thắng của mình tại Le Bourget, lực lượng Vệ binh Phổ đã củng cố sự cô lập của binh đoàn của Faidherbe.
Bước sang năm 1871, một cuộc phá vây khác của quân Pháp cũng bị quân Đức bẻ gãy trong trận Buzenval.